# Viaduc de l'Arc
Ne doit pas être confondu avec Viaduc de l'Arc de Meyran.
Le viaduc de l'Arc est un pont ferroviaire français franchissant l'Arc à Aix-en-Provence, dans les Bouches-du-Rhône. Long de 416 mètres, cet ouvrage d'art, livré en 1997 et mis en service en 2001, porte la LGV Méditerranée.